# Garduna
De Garduna is een crimineel genootschap dat sterke overeenkomsten vertoont met organisaties zoals de Camorra, 'Ndrangheta en de Maffia.

## De legende
De Garduna is afkomstig uit Spanje. Volgens de legende was er rond het jaar 710 een man genaamd Apollinario. Deze Apollinario maakte deel uit van de kerk en leefde als kluizenaar in de heuvels boven Cordova. Op een dag zou de Heilige Maria voor hem verschenen zijn met een boodschap een broederschap op te richten om de moslims, in dit geval de Moren, te bestrijden. Om dit te bereiken zou hem een heilige knoop gegeven zijn, uit een gewaad van Jezus. Daarmee zou hij het volk zelf tot zijn beschikking hebben, zelfs de bandieten die in de bergen rondzwierven, zonder de corrupte edellieden te hoeven te gebruiken.
Deze Apollinario scheen een charismatische man, want velen gaven gehoor aan zijn roeping. Binnen de kortste keren had hij een leger dat in de naam van God ten strijde mocht trekken tegen de niet-christelijke invasiemacht. De Moren zouden verdreven zijn door het volk.
Tot hier klopt de legende niet meer, want de invasiemacht werd in de 8e eeuw nooit verdreven. In 714 werd de grip van de Arabische leiders zelfs groter op Spanje. De volgelingen van Apollinario zouden dan ook uiteengegaan zijn. Een groot deel hiervan, waarschijnlijk de bandieten, dieven, bedelaars en de armen, zagen het niet zo zitten om de verkregen macht en rijkdom (die vergaard was door het plunderen) zomaar op te geven. Waarschijnlijk is het dan ook deze groep die het criminele aspect verzorgde.
Waarschijnlijk verkregen de bandieten, misschien omdat zij er al gewend aan waren om geweld te gebruiken, de leiding over de Garduna en hierdoor veranderden zij in een crimineel netwerk.
Door de eeuwen heen werd het in Spanje vrediger tussen de christenen en de moslims. De Garduna, die nog steeds de strijd tegen de "heidenen" voort wilde zetten, deed hier uiteraard niet goed aan. Tegen het einde van de Middeleeuwen zouden zij dan ook helemaal verdwenen zijn, als de inquisitie niet door koning Ferdinand V en koningin Isabella omarmd werd. De Garduna kreeg dan ook als het ware het recht om alles wat heidens was te mogen bestrijden. Joden en moslims werden onderdrukt of gewoonweg vermoord. Hierbij hoorde waarschijnlijk ook een beschermingsgeldsysteem, dat vooral bekend is geworden als de Mano Nera, dat tot het begin van de 20e eeuw de grootste inkomstenbron was van de Siciliaanse Maffia.

## Na de middeleeuwen
Voor meer dan 100 jaar plunderde, moorden en onderdrukten de leden van de Garduna de bevolking van Spanje, alles in naam van de inquisitie. Tot in 1670, want toen trok eerst de inquisitie, en daarna de Kerk zelf, de ondersteuning van de Garduna terug. Hierdoor kon de Garduna niet meer openlijk opereren en verplaatsten zij hun praktijken uit het zicht van de kerk. Zelfs zonder de kerk was de Garduna ervan overtuigd dat zij deden wat zij deden om hun zonden weg te wassen.
De 18e eeuw wordt gezien als het hoogtepunt van de macht van de Garduna. In deze tijd bevonden zij zich in meerdere lagen van de bevolking (net als de Camorra). Vanuit Sevilla, dat diende als de thuisbasis, regeerden de leiders.
De hoogste rang binnen de Garduna was de Grootmeester. Onder de Grootmeester stonden de groepshoofden, bendeleiders en leden die een bepaald gebied moesten regeren. De rang van de zwaardvechters bestond uit de criminelen die geslepen waren en orders konden geven en uitvoeren. Zij zorgen vaak dat de leden van de bende waar zij deel van uitmaakten (en dus gedeeltelijk ook de leiding over hadden) geld verdienden en overzagen de criminele plannen. De atleten hadden deze rang omdat zij, door het verleden gehard, ervaring hadden met het gebruik van hun lichaam. Dit waren straatvechters, moordenaars en zij werden door de hun overste geselecteerd omdat zij er niet voor terug deinsden fysiek geweld te gebruiken. Daaronder stonden de “lageren”. Dit waren de mensen die opgingen in de samenleving; winkeliers, handelaars en ambachtslieden. Naast hun beroep (of soms was hun beroep slechts een dekmantel) zorgden zij vaak dat de gestolen goederen verkocht werden. De laagste rang was de “geit”, die (tamelijk denigrerend) toegepast werd op de jongere leden die zich nog moesten bewijzen, of de “sirene”. Deze laatste was een rang voor de vrouwen die gebruik maakten van hun schoonheid. Zoals de naam doet vermoeden moesten zij mensen verleiden en weglokken, waarna deze door anderen (of eventueel door de vrouw zelf) beroofd werden van hun bezittingen en eventueel hun leven.
In 1822, tijdens een periode van sociale hervorming, viel de politie het hoofdkantoor van de Garduna te Sevilla binnen. De Grootmeester werd hierbij gearresteerd. Er was voldoende bewijs; de administratie van de Garduna had namelijk sinds 1520 al hun zaken netjes bijgehouden. Met andere woorden: 300 jaar misdaad was genoeg om de Grootmeester samen met zestien bazen niet lang daarna publiekelijk op te hangen. Een groot deel van de onderdanen hiervan ging uiteen en werd weer bandiet in de bergen.
Toch bleef de Garduna bestaan. Net als de Italiaanse criminele organisaties lijken te doen, leken zij meer te leren van deze klap dan dat zij eronder leden. De Garduna werd nog subtieler en mysterieuzer. Volgens geruchten hebben zij zelf hun eigen kerk opgericht en zijn zij vooral actief in Spanje, Portugal en Zuid-Amerika. Tijdens de Spaanse Burgeroorlog van 1936–39 ging het gerucht dat de Garduna er een actieve rol in speelde, sinds hun strijdkreet “Herinner de Maagd van Cordova” regelmatig gehoord werd.